# Ситрус Сити (Тексас)
Ситрус Сити (енгл. Citrus City) насељено је место без административног статуса у америчкој савезној држави Тексас.

## Демографија
По попису из 2010. године број становника је 2.321, што је 1.38 (146,7%) становника више него 2000. године.
| Група             | 2000.       | 2010.         |
| Белци             | 12 (1,3%)   | 292 (12,6%)   |
| Афроамериканци    | 2 (0,2%)    | 6 (0,3%)      |
| Азијати           | 0 (0,0%)    | 0 (0,0%)      |
| Хиспаноамериканци | 929 (98,7%) | 2.026 (87,3%) |
| Укупно            | 941         | 2.321         |